# Diploria labyrinthiformis
El coral cerebro (Diploria labyrinthiformis) es una especie de coral que pertenece al grupo de los corales duros, orden Scleractinia, y a la familia Mussidae. 
Es un coral hermatípico. Tras la muerte del coral, su esqueleto contribuye a la generación de nuevos arrecifes en la naturaleza.

## Morfología
Las colonias son masivas y generalmente hemisféricas, con valles y crestas en forma meandroide que recubren su superficie. Los valles pueden ser paralelos o sinuosos, con un ancho de entre 5 y 8 mm. La columella es fina y no forma centros distintos. Cada surco de la colonia contiene un largo pólipo solitario, que posee varias bocas rodeadas de tentáculos para atrapar presas y acercarlas a las mismas.
Las formas en su conjunto recuerdan a las circunvoluciones del cerebro humano, por lo que su nombre común es coral cerebro.
El color de los pólipos puede ser marrón claro, amarillento o marrón grisáceo.

## Hábitat
Viven en casi todas las diferentes zonas de los arrecifes localizados en las zonas tropicales (a una latitud situada entre 30ºN y 20ºS), en zonas cercanas a las costas. Abundan en lagunas y zonas soleadas. 
Habita entre 1 y 43 m de profundidad, aunque mayoritariamente se encuentra desde los 2 hasta los 15m.
Se distribuye en el océano Atlántico occidental, desde Florida, golfo de México, el Caribe, las Bahamas y Bermuda.

## Alimentación
Contienen algas simbióticas; mutualistas (ambos organismos se benefician de la relación) llamadas zooxantelas. Las algas realizan la fotosíntesis produciendo oxígeno y azúcares, que son aprovechados por los pólipos, y se alimentan de los catabolitos del coral (especialmente fósforo y nitrógeno). Esto les proporciona entre el 70 y el 95% de sus necesidades alimenticias. El resto lo obtienen atrapando plancton y materia orgánica disuelta en el agua.

## Reproducción
Se reproducen asexualmente mediante gemación, y sexualmente, fertilizando internamente sus células sexuales, ya que es hermafrodita. Las larvas se incuban internamente y, una vez en el exterior, permanecen a la deriva arrastradas por las corrientes dos o tres días, hasta que caen al fondo, se adhieren a él y se transforman en pólipos. Posteriormente, comienzan su vida sésil, secretando carbonato cálcico para conformar un esqueleto, y, mediante gemación, conforman la colonia.

## Galería

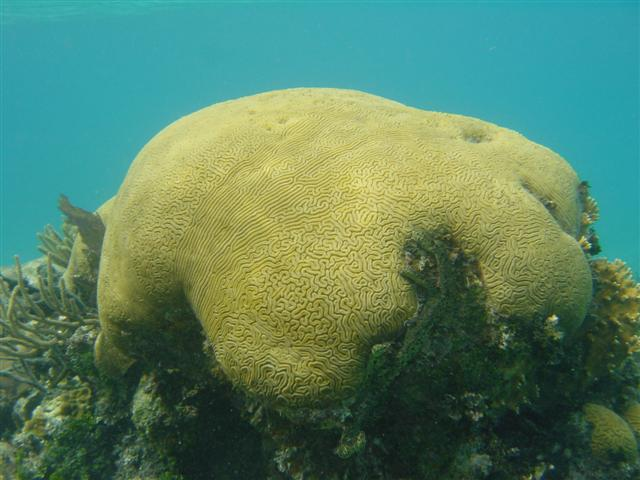
D. labyrinthiformis en la barrera de arrecife de Belice.
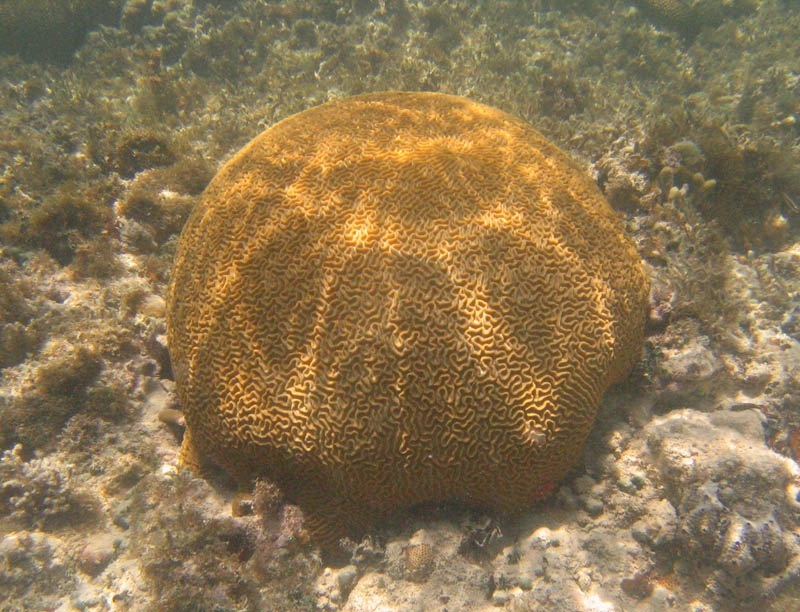
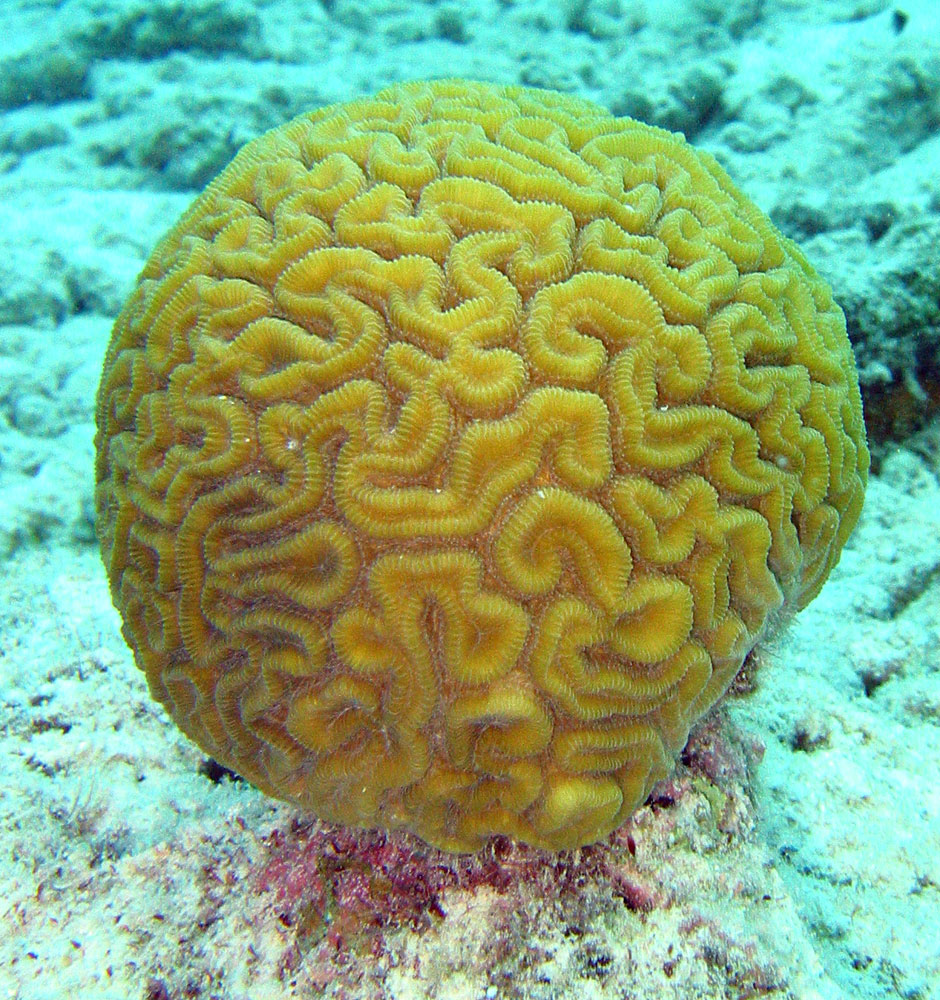
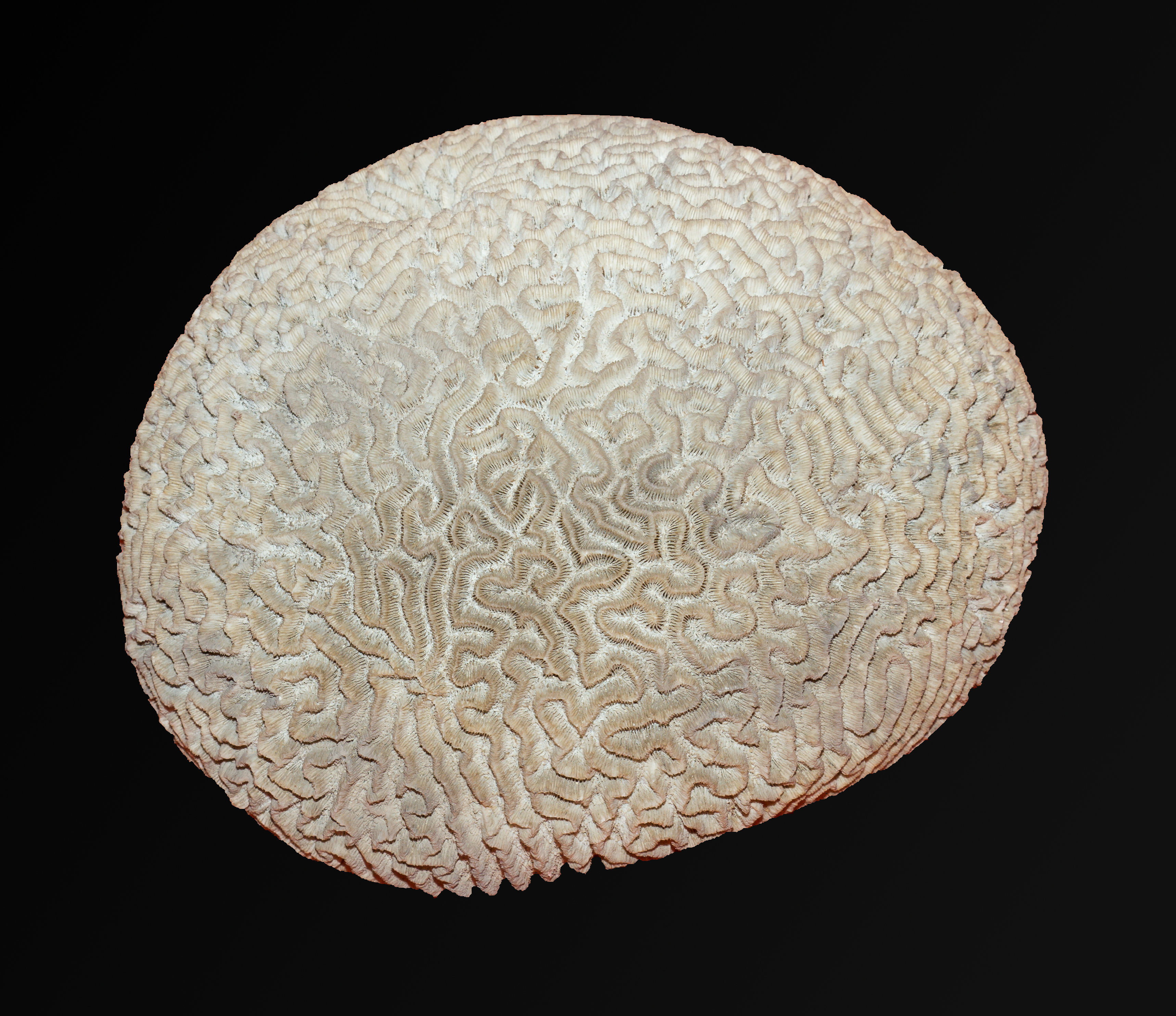
Esqueleto de D. labyrinthiformis
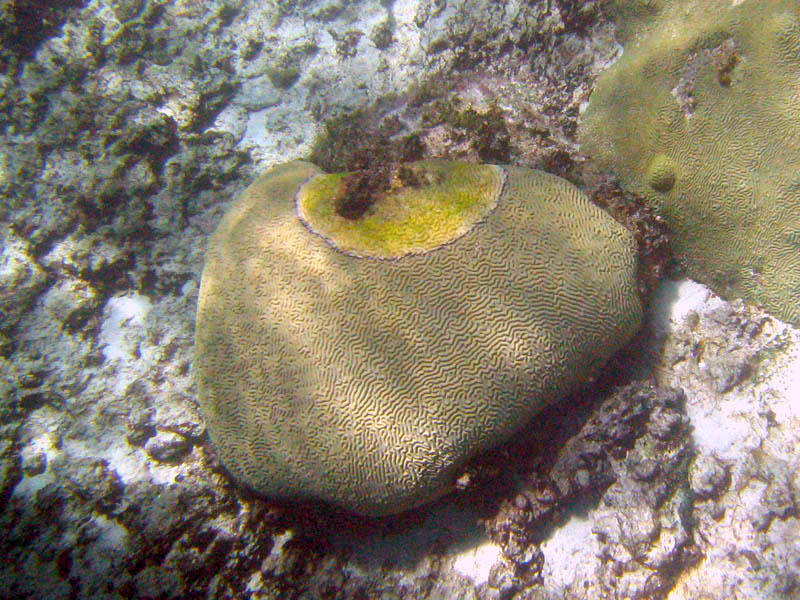
D. labyrinthiformis afectado por la enfermedad de la banda negra.